# アカザカズラ

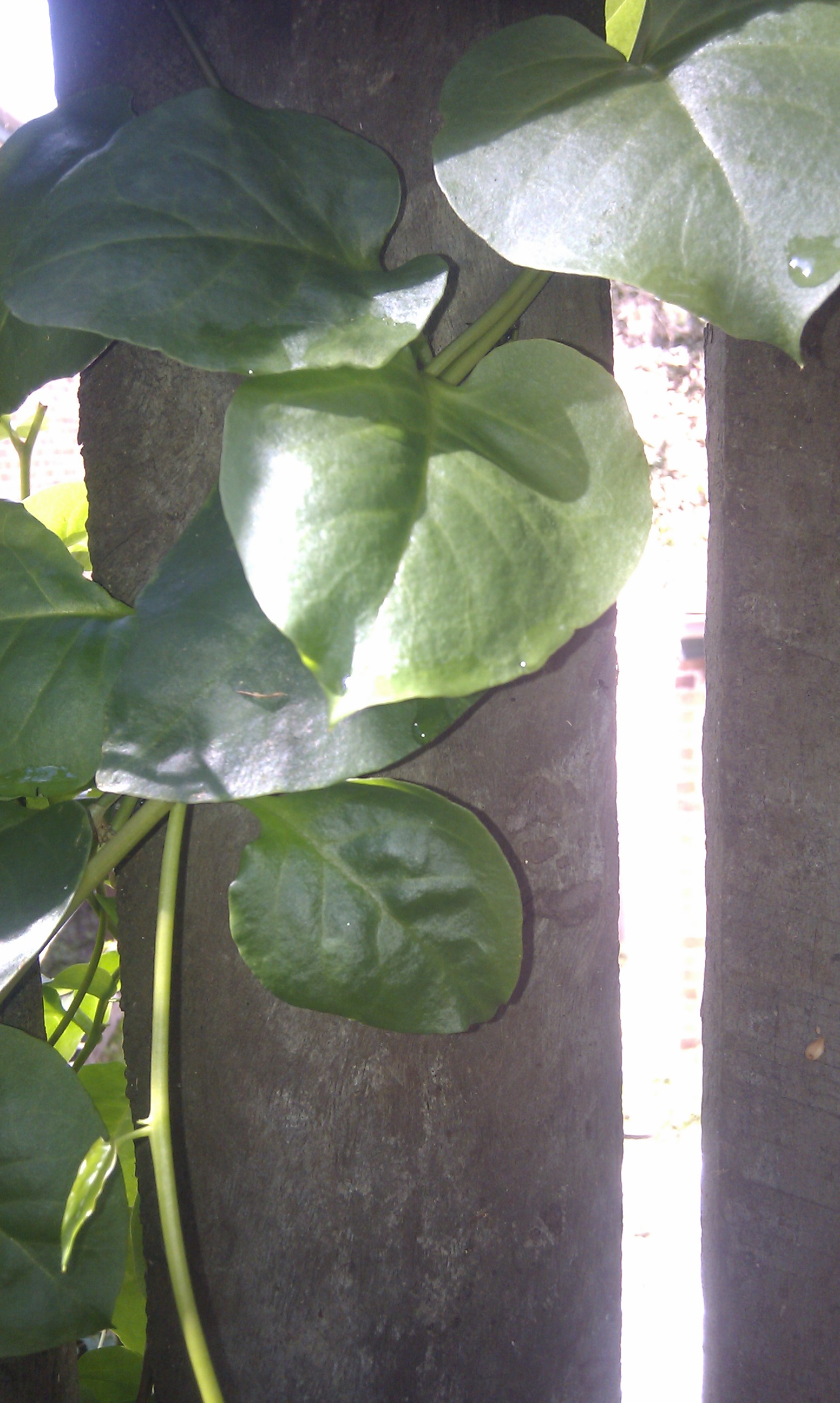
アカザカズラのフェンス　オーストラリアのブリスベンにて

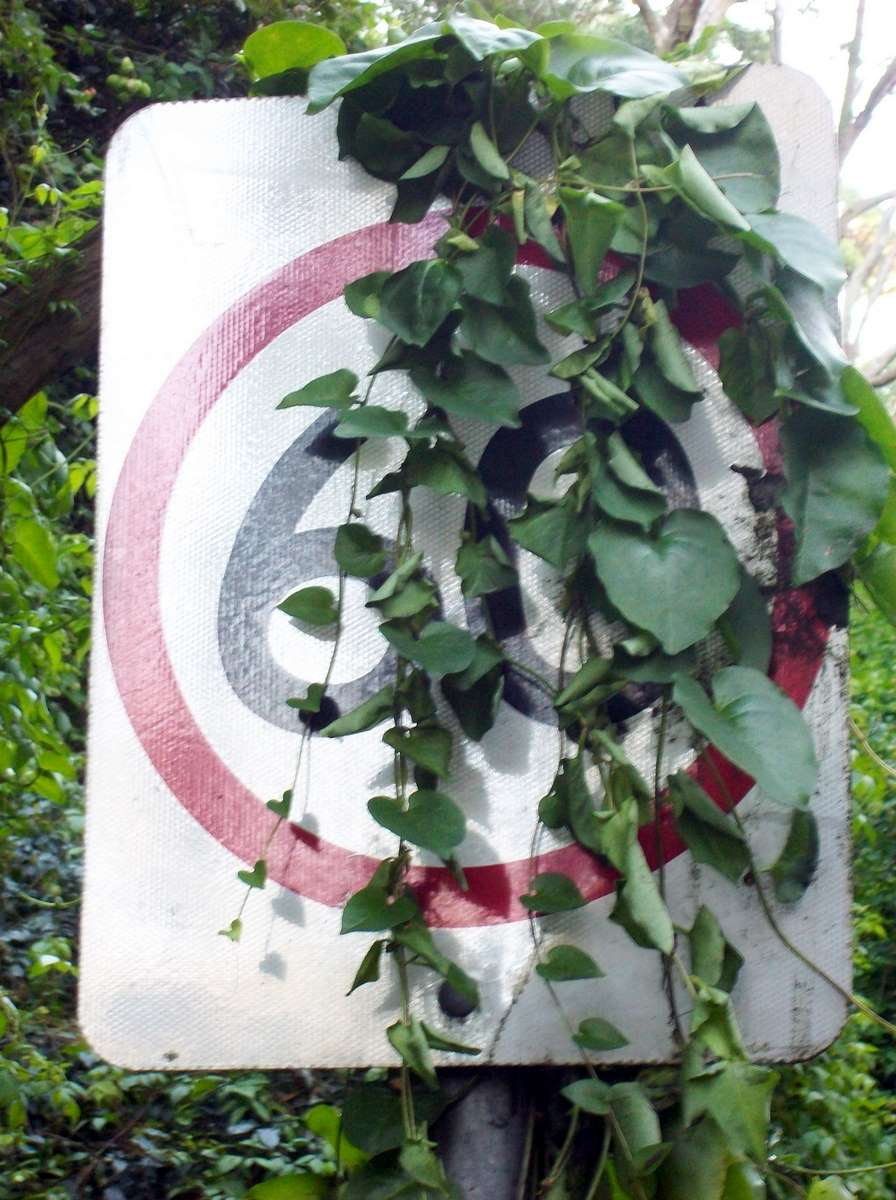
速度制限標識に重なるアカザカズラ（シドニー）

アカザカズラ（学名： Anredera cordifolia）はツルムラサキ科のつる性多年草である。南アメリカ原産の野菜で、観賞用にも栽培される。 多肉質の葉とムカゴを持ち、非常に重い蔓となる。そのため、他の樹木や草に絡まって、枝を折って倒すことがある。一般的にはオカワカメの名で知られるが、他に雲南百薬、琉球百薬とも呼ばれる。
半常緑のつる性で多肉質の塊茎ができる。 葉は明るい緑色のハート型で、肉質で光沢があり4-13 cmの長さ。 イボ状の塊茎とムカゴが特徴的である。 花には芳香があり、クリーム色で房状（総状花序）、最大30cmの長さとなる。 ムカゴは簡単に外れて増殖をする。

## 利用
夏につるを伸ばして大きく育った葉を摘んで食用にする。野菜としての知名度は決して高いとはいえず、市場に出回ることは少ないが、茹でると粘りが出てワカメ に似た食感となり、酢の物やお浸し、味噌汁の具に用いられることが多い。栄養価は葉物野菜の中では高く、葉酸、マグネシウム、カルシウム、ビタミンA、ミネラルが豊富である。地下茎から葉、茎まで全て食用になる。生では非常に苦いので生食には適さない。